# 片岡洋一
片岡 洋一（かたおか よういち）は、日本の会計学者。
目白大学大学院経営学研究科指導教授・研究科長、目白大学経営研究所所長、東京理科大学名誉教授。経済学博士（論文タイトルは『製品原価の測定に関する研究』）。
専門は、原価計算、管理会計、財務会計、会計理論。

## 経歴・人物
立教大学経済学部卒業、同大学院経済学研究科博士満期退学。
現在の研究分野は会計学研究方法論、ABC（活動基準原価計算）モデルの開発、活動基準利益分析、デリバティブ会計の理論、ストック・オプション取引の測定、負債の本質、リース取引の測定、改善原価計算モデル、製品原価計算システムの開発、予算モデルの開発、バランス・スコアカード（BSC）、ファジイCVP分析モデルなどの研究を行っている。

## 略歴
- 東京理科大学工学部経営工学科専任講師、助教授を経て、教授（至1993）
- 東京理科大学経営学部教授（学部新設による移籍：1993～2004）
- 学校法人東京理科大学評議員（1993～2002）

　この間、慶應義塾大学経済学部講師、立教大学経済学部講師
- 東京理科大学経営学部学部長（1997～2001）
- 東京理科大学大学院経営学研究科研究指導教授（1997～2004）
- 東京理科大学大学院経営学研究科研究科長（1997～2001）
- 東京理科大学大学院経営工学専攻博士後期課程研究指導教授（併任：1985～2004）
- 目白大学経営学部客員教授（2002～2004）
- 目白大学経営学部教授(2004～現在)
- 目白大学大学院経営学研究科研究指導教授(2004～現在)
- 目白大学大学院経営学研究科研究科長(2004～現在）
- 目白大学経営研究所所長（2006～現在）
- 目白大学大学院経営学研究科博士後期課程研究指導教授（2009～現在）
- 東京理科大学名誉教授

## 学会活動
- 日本数理会計学会会長（1987～1991）
- 日本管理会計学会初代会長（1991～1999)
- 日本管理会計学会初代理事長（1999～2005）
- 日本管理会計学会企業調査研究委員会本部委員長（2000～現在）
- 日本会計研究学会評議員（2003～2006）
- 日本原価計算研究学会会員（至現在）
- 日本経営工学会会員（至現在）
- 日本経営分析学会会員（至現在）
- 日本経営学会会員（至現在）
- 日本管理会計学会常務理事（至現在）
- 日本ビジネス・マネジメント学会首席理事（至現在）

## 主要業績
『製品原価の測定理論－活動原価計算の展開－』1982　白桃書房

「減価償却費の本質について－資産の概念と関連して」1999『会計』156巻3号　森山書店（28～41頁）

「変動費と固定費の識別について－目的適合的アプローチ」1998『会計』154巻6号　森山書店（86～98頁）

「動的活動原価計算方式の展開」原価計算研究学会『原価計算研究』vol.19　No.2（58～69頁）

『管理会計学の体系と研究方法論－試論的フレームワーク－』1998　日本会計研究学会

「改善原価計算モデルとフロー原価計算の導入」（共著）2003　『産業経理』Vol.63　No.2(12～21頁)

『目白大学経営研究所ライブラリシリーズ1　マーケティング戦略の意思決定』（編著）2007年3月冨山房インタナショナル

「製品原価測定の諸問題」『目白大学経営学研究』2007年3月

『現代会計学の基礎』（編著）2007年11月税務経理協会

「リース取引の測定理論―わが国のリース会計基準に関連してー」『目白大学経営学研究』2008年3月

「活動基準原価計算の総合原価計算への拡張」目白大学ディスカッションペーパーNo.1　2008年3月

『目白大学経営研究所ライブラリシリーズ2 人的資源管理と組織設計』（編著）2008年3月冨山房インタナショナル

｢ストック・オプション報酬の認識と測定」目白大学ディスカッションペーパーNo.3　2008年4月

『目白大学経営研究所ライブラリシリーズ3　経営戦略の新展開』（編著）2010年1月 冨山房インタナショナル

他学会報告・学術論文多数